# Parania pulchra
Parania pulchra là một loài tò vò trong họ Ichneumonidae.